# Francine Brunel-Reeves
Francine Brunel-Reeves, née le 29 octobre 1933 à Montréal et morte le 3 février 2018 dans la même ville, est une chercheuse, chanteuse, guitariste et câlleuse québécoise.

## Biographie

### Enfance et début de vie professionnelle
Née en 1933 à Montréal dans une famille de sept enfants, Francine Brunel-Reeves grandit dans une famille instruite. Son père, Jules Brunel, est biologiste et botaniste, et elle reçoit elle-même une éducation poussée pour une femme canadienne-française à l'époque.
Jeune adulte, elle fait son premier contact avec le milieu folklorique à travers la troupe de danse Les Folkloristes de Québec, sous la direction de Simonne Voyer. Vers la même période, elle rencontre le scientifique Hubert Reeves, alors jeune étudiant. Ils se marient et habitent tour à tour les États-Unis, le Québec puis la France, où ils divorcent. Elle y restera durant 27 ans.
Au début des années 1970, toujours en France, elle intègre les cercles d'auteurs-compositeurs-interprètes parisiens en présentant notamment du matériel de chanteur québécois connus (Félix Leclerc, Gilles Vigneault, etc.) ou moins connus ainsi que ses propres compositions. Puis, de fil en aiguille, elle commence à animer des veillées de danse québécoises pour le public français (selon le modèle européen des « Bal Folks »).

### Implication dans le milieu des arts traditionnels
À partir de cette période, Francine Brunel-Reeves commence alors le métier de câlleuse (personne qui mène des danses traditionnelles québécoises à la voix) et intègre de plus en plus profondément le milieu des arts traditionnels, notamment en côtoyant des chercheurs connus du milieu. Sa première formation musicale, Francine Reeves et Les Maudzits Français, naît dans ce contexte d'animation de danse, et avec eux, elle se rend au Québec pour collecter différents musiciens, dont Louis « Pitou » Boudreault et Alphonse Morneau. C'est d'ailleurs en rencontrant ce dernier qu'elle entend pour la première fois la complainte de la Blanche Biche.
Bien que ses recherches et sa collecte de documents couvrent un spectre très large au sein des arts traditionnels, la complainte de la Blanche Biche devient son sujet de prédilection. Elle retourne alors s'installer définitivement au Québec et passe son temps à faire de la recherche et à s'impliquer dans différents organismes de valorisation du patrimoine vivant. Elle publie en 2004 le fruit de ses recherches sur l'histoire de la complainte, explorant entre autres les différentes versions répertoriées aux États-Unis et leurs possibles liens avec des légendes amérindiennes.
Francine Brunel-Reeves a également siégé sur le conseil d'administration du Centre Mnémo, et a publié quelques articles pour le Bulletin Mnémo, dont : 
- À propos du Money Musk : Une pièce instrumentale, une famille et un village d’Écosse, un vieux reliquaire : Bulletin Mnémo, vol. 5, no 1, Été 2000
- L’homme aux 400 chansons n’est plus : Bulletin Mnémo, vol. 12, no 3, Printemps 2010
- Le mystérieux manuscrit « JH » de Batiscan : Bulletin Mnémo, vol. 14, no 1, Été 2013

## Honneurs reçus
- 2009 : Récipiendaire du prix Aldor décernée par le festival La Grande Rencontre (Festival Trad Montréal)[1]

## Filmographie
- 2008 : Tant qu'il reste une voix, documentaire sur sa vie et ses recherches, réal. Jean-Nicolas Orhon (prix Mnémo 2009)[6]